# Тинцзян

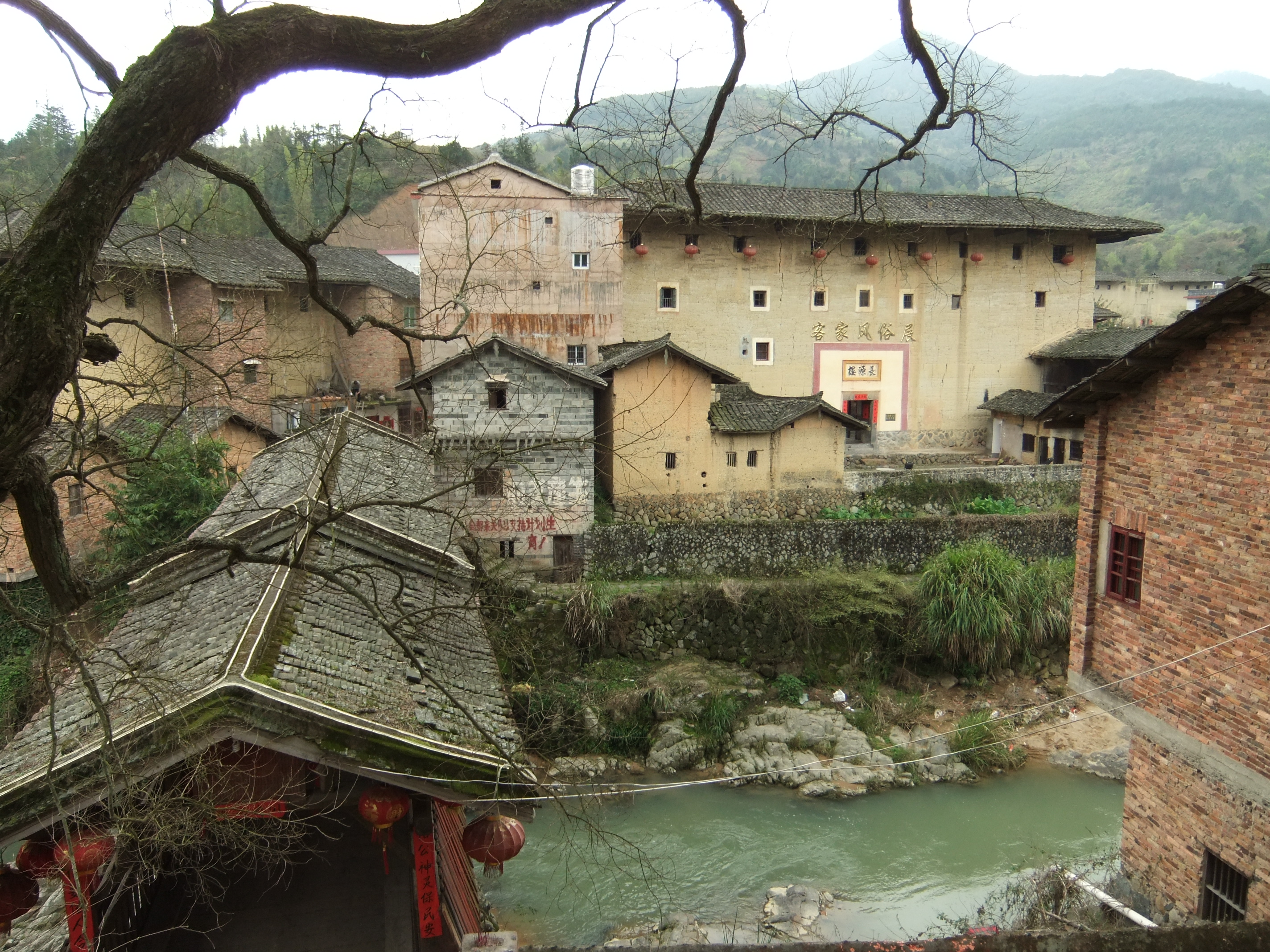
Наньси, приток реки Тинцзян. Посёлок Хукэн, Юндин, Фуцзянь

Тинцзя́н (кит. упр. 汀江, пиньинь Tíng Jiāng) — река, верхнее течение Ханьцзяна, течёт по территории провинций Фуцзянь и Гуандун в южном Китае. Её исток лежит в уезде Чантин (в древности носившем название «Тинчжоу», то есть «округ на реке Тин») в западной части провинции Фуцзянь; сливаясь в восточной части провинции Гуандун с рекой Мэйцзян она образует реку Ханьцзян. Длина реки — 285 км. Площадь водосборного бассейна — 9022 км².
Климат в этом районе влажный и субтропический. 